# Philhellenismus

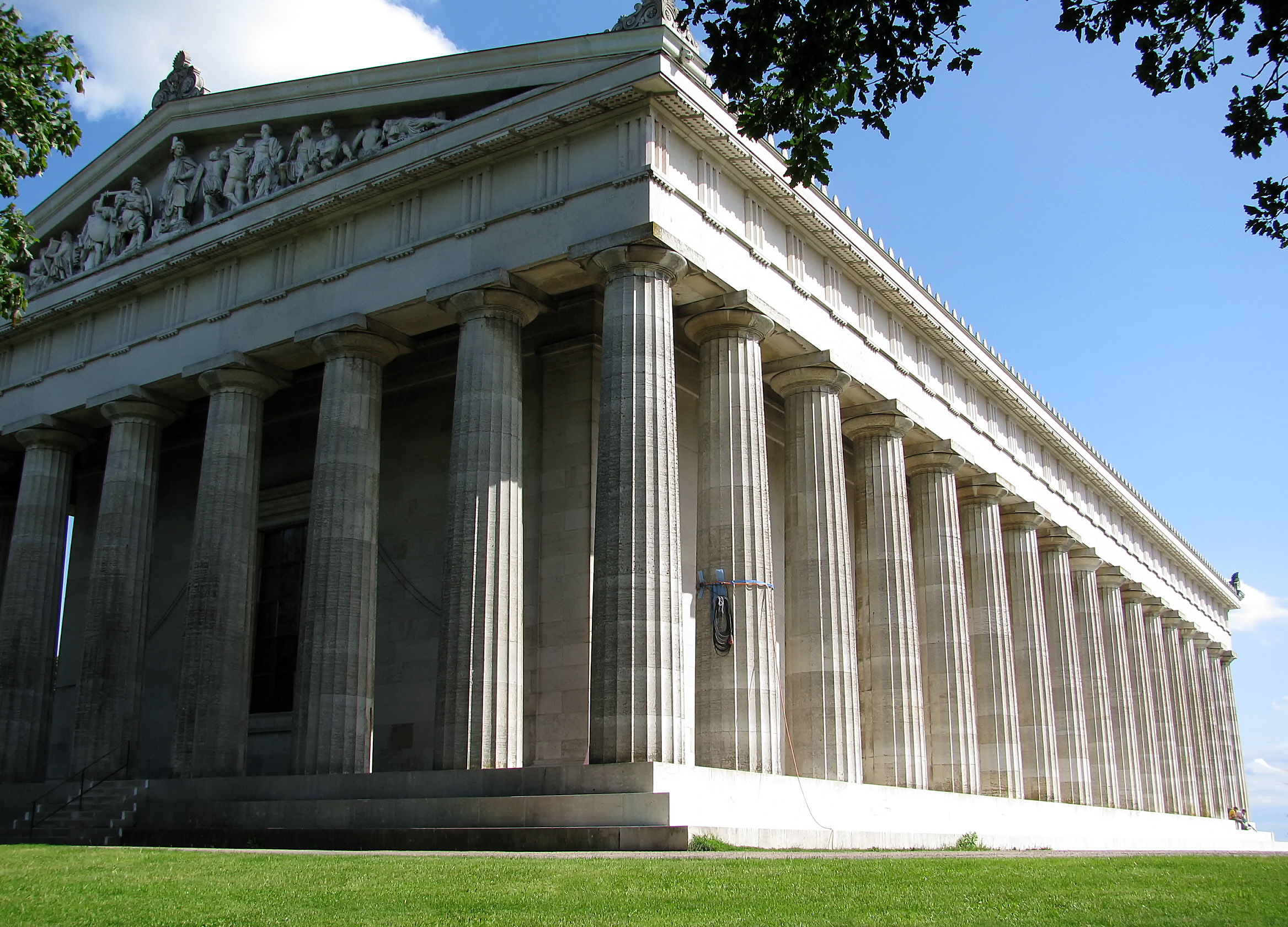
Der 1830 bis 1842 in Bayern nach dem Vorbild des Parthenon in Athen erbaute „Ruhmestempel“ Walhalla ist ein architektonisches Beispiel für Ludwigs I. Philhellenismus.

Als Philhellenismus (deutsch: „Freundschaft zum Griechentum“) wird die Einstellung von Personen bezeichnet, die sich für das Griechentum einsetzen oder sich geistig mit Griechenland verbunden fühlen. Als Philhellenen bezeichneten sich so chronologisch entfernte Personen wie der römische Dichter Seneca und der Kaiser Hadrian oder der amerikanisch-französische Regisseur Jules Dassin. Namhafte Vertreter aller Kunstsparten und renommierte Wissenschaftler im 20. und 21. Jahrhundert bekennen sich philhellenisch (siehe "Bekannte Philhellenen"). Häufig wird mit dem Begriff die Bewegung der Philhellenen bezeichnet.

## Die Bewegung der Philhellenen
Die Bewegung der Philhellenen war eine neuhumanistische geistige Strömung, die in den 1820er Jahren ihre Anhängerschaft in Europa und sogar in Nordamerika fand. Ideengeschichtlich war der Philhellenismus wie die deutsche Polenschwärmerei eine Gegenbewegung zur Restauration. Ein Zentrum war Genf.
Bei den Philhellenen handelte es sich meist um junge Männer von aristokratischer Herkunft und klassischer Bildung, die sich als Vertreter und Bewahrer einer großen antiken Zivilisation betrachteten und sich entsprechend dazu berufen fühlten, den Nachkommen der antiken Hellenen im Kampf um die Unabhängigkeit gegen das Osmanische Reich zu helfen. Viele von ihnen schlossen sich im Zuge der griechischen Revolution sogar den Truppen an und nahmen an Kämpfen teil wie Lord Byron.
Viele Philhellenen waren mit Auslandsgriechen befreundet oder entwickelten im Kontakt mit Griechen ein reges Interesse für das Griechentum im Allgemeinen.
An den kulturellen Auswirkungen des Philhellenismus wurde auch heftige Kritik geübt, so bereits von Friedrich Paulsen, der sich erfolgreich für die Stärkung des neusprachlichen Gymnasiums einsetzte. Ein grundlegendes Werk ist Eliza Marian Butlers The Tyranny of Greece over Germany. Butler hat die Bedeutung des deutschen Philhellenismus für den englischen Sprachraum beschrieben und verbreitet. Das Buch selbst wurde 1935 in Deutschland vernichtend rezensiert und eine Übersetzung verboten. Butler wurde auch nach 1945 mit ihren germanistischen Arbeiten in Deutschland kaum rezipiert. Eine Erweiterung auf die außen- und kulturpolitische Rolle stammt unter anderem von Suzanne L. Marchand.

### Geschichte
Im August 1821, die Revolution dauerte bereits vier Monate, wurde in Bern die erste philhellenische Organisation gegründet. Im deutschen Raum war München zu einer Metropole des Philhellenismus geworden. Hier leitete Professor Franz Xaver von Baader eine bedeutende philhellenische Gesellschaft. Sein Kollege, der bayerische Philologe und Prinzessinnenerzieher Friedrich Wilhelm von Thiersch, befürwortete die Gründung einer „Deutschen Legion“, die Hellas unterstützen sollte. Am 1. August 1821 veröffentlichte Prof. Krug seinen „Ausruf an die deutschen Mitbürger zur Bildung von Hülfsvereinen für Griechenland“ und bereits zwei Tage später kam es zur Gründung des ersten Vereins mit 100 Mitgliedern in Stuttgart. Dieser war fortan der wichtigste Verein, es wurden weitere Vereine und Ableger in großen Städten gegründet. Jean-Gabriel Eynard stellte den Kontakt zur griechischen Regierung her. Viele Vereinsmitglieder lernten Neugriechisch oder organisierten „Expeditionen“ nach Griechenland.
Die Bewegung fand sogar in den höchsten Regierungskreisen Anhänger. So unterstützte sie beispielsweise der bayerische König Ludwig I. durch beträchtliche Geldspenden, was sich zumindest indirekt später auch zugunsten der Wahl seines Sohnes Otto zum König von Griechenland auswirkte. Auch die Schreibweise des Landesnamens Bayern mit „y“ geht auf eine Anordnung Königs Ludwigs I. vom 20. Oktober 1825 zurück, mit der die ursprüngliche Schreibweise „Baiern“ abgelöst wurde. Der Ersatz von „i“ durch das „griechische ypsilon“ war der noch heute signifikante Ausdruck für des Königs Philhellenismus.
Als mächtigster politischer Widersacher dieser und anderer Unabhängigkeitsbewegungen galt der österreichische Staatskanzler, Fürst von Metternich. Die Philhellenen wiederum bekämpften erbittert die Thesen über die Griechen als gräzisierte Slawen des Historikers Jakob Philipp Fallmerayer, der wiederum in den Philhellenen weltfremde romantische Schwärmer sah.

### Phänomene
Phänomene des Philhellenismus waren die Gräzisierung von Nachnamen, die Wahl griechischer Vornamen aber auch von Ortsnamen und Namen von Gesellschaften. Beispielsweise wurde nach dem griechischen Bürgerkrieg die amerikanische Stadt Woodruff’s Grove in Ypsilanti (Michigan) umbenannt, nach Dimitrios Ypsilantis.

### Philhellenische Gesellschaften
- Philiki Etaireia
- Philomusen

### Bekannte Philhellenen

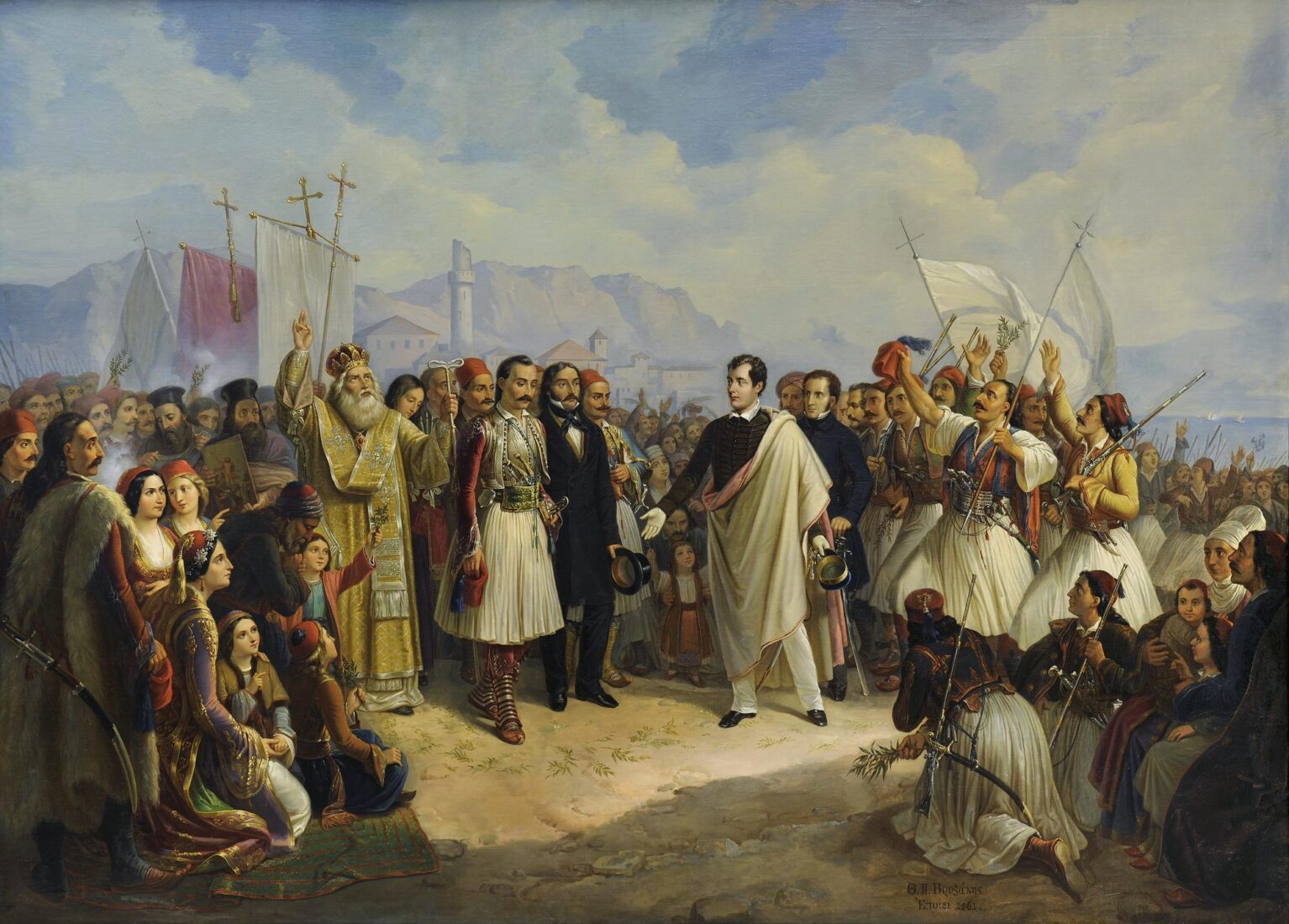
Ankunft Lord Byrons in Griechenland und Empfang durch die Revolutionäre, 1823

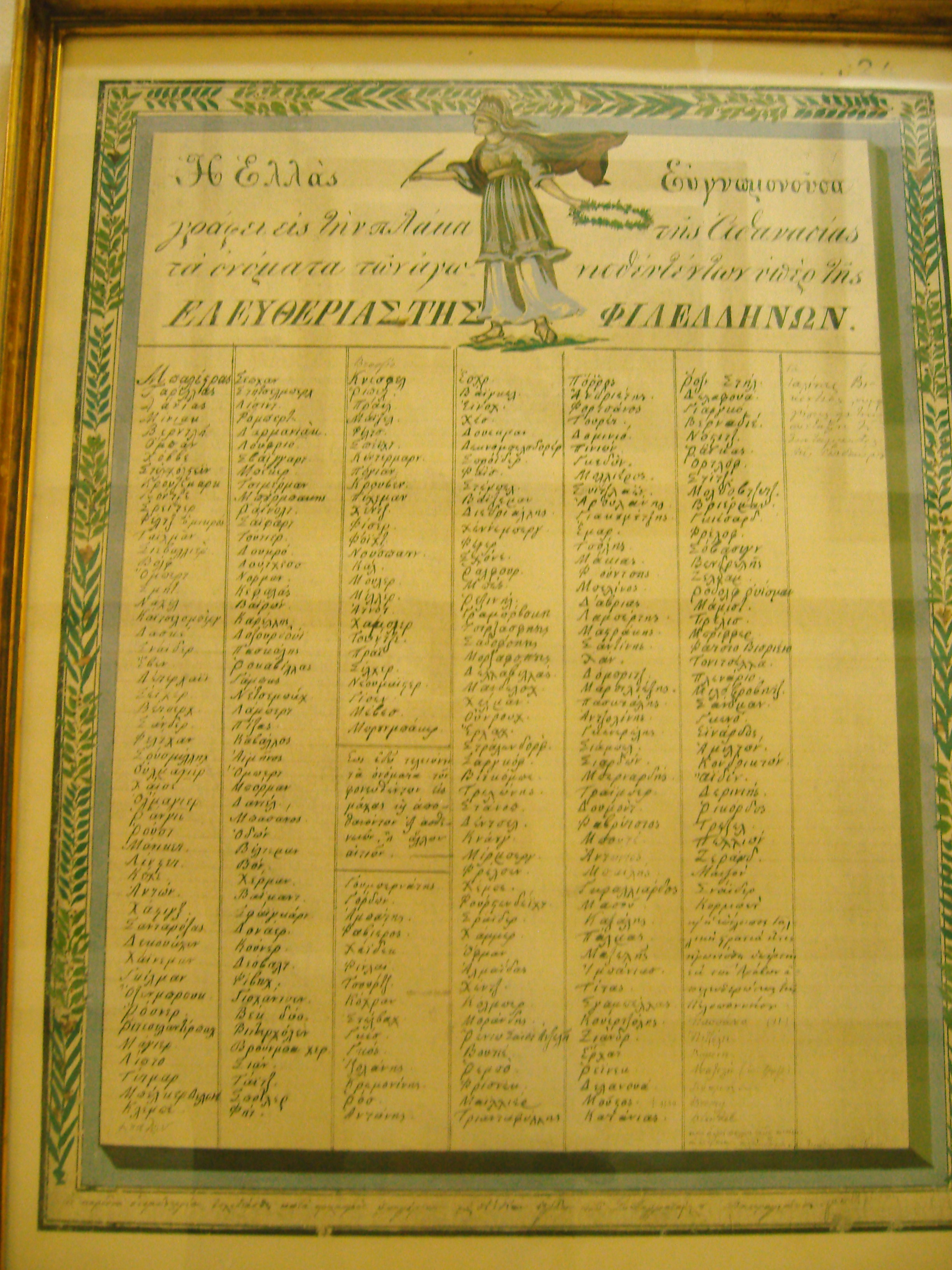
Bekannte Philhellenen, die am griechischen Aufstand von 1821 teilnahmen, Nationales Historisches Museum von Athen, Griechenland

- Franz von Baader, Vorsitzender der Philomusen in München
- Pat Barker, englische Schriftstellerin[2]
- Anton Bierl, Gräzist
- Lord Byron
- Costanza Casati, italienische Autorin[3]
- Adelbert von Chamisso
- Richard Church
- Edward Codrington
- Tad Crawford, Schriftsteller[4]
- Paul Delvaux[5]
- Louis Dupré
- Elisabeth von Österreich-Ungarn (Achilleion)
- Jean Gabriel Eynard
- Charles Nicolas Fabvier
- Adam Friedel, dänischer Abenteurer und Porträtzeichner
- Konrad Gaiser
- Louise Glück[6]
- Louis André Gosse, Schweizer Arzt aus Genf (18. Juni 1791 – 24. Oktober 1873), Ehrenbürger von Athen und Kalavryta
- Johann Wolfgang von Goethe
- Edith Hall, britische Klassische Philologin
- Natalie Haynes, britische Schriftstellerin[7]
- Frank Abney Hastings, britischer Kapitän
- Karl Wilhelm von Heideck
- Hans Werner Henze[8]
- Claire Heywood, britische Schriftstellerin und Altertumswissenschaftlerin[9]
- Adolf Hitler[10]
- Friedrich Hölderlin
- Samuel Gridley Howe
- Victor Hugo
- Wilhelm von Humboldt
- Thomas Jefferson[11][12]
- Walter Jens, Schriftsteller, Klassischer Philologe[13]
- Joachim Latacz[14]
- Rolf Liebermann[15]
- Ernst Michael Mangel
- Johann Jakob Meyer, Herausgeber der ersten griechischen Zeitung
- Madeline Miller, US-amerikanische Schriftstellerin[16]
- Dietram Müller, deutscher Klassischer Philologe und Neogräzist, Übersetzer[17]
- Wilhelm Müller, Dichter
- Alfred de Musset
- Dagmar Nick[18]
- Karl von Normann-Ehrenfels, württembergischer Generalmajor
- Carl Orff
- Wolfgang Petersen, deutscher Filmregisseur (Film Troja)
- François Pouqueville
- Alexander Puschkin
- Mary Renault, britische Schriftstellerin
- August Ludwig Reyscher
- Jennifer Saint, britische Romanautorin[19]
- Wolfgang Schadewaldt
- Friedrich Schiller
- Albert Schott
- Raoul Schrott, österreichischer Schriftsteller[20]
- Marie Espérance von Schwartz, Schriftstellerin
- Percy Bysshe Shelley
- Margarete Sorg-Rose[21][22][23]
- Kurt Steinmann, Übersetzer altgriechischer Literatur
- Richard Strauss[24]
- Catherine Webb, britische Autorin[25]
- Friedrich Wilhelm von Thiersch
- Christa Wolf (Medea: Stimmen, Kassandra)
- Daniel Jeanne Wyttenbach
- Ludwig I.

### Historische Darstellungen
- Denys Barau: La cause des Grecs, une histoire du mouvement philhellène (1821–1829). Honoré Champion, Paris 2009.
- Douglas Dakin: The Greek Struggle for Independence, 1821–1833. London 1973.
- Johann Daniel Elster: Das Bataillon der Philhellenen : Dessen Errichtung, Feldzug und Untergang. Diebold 1828.
- Stella Ghervas: Le philhellénisme d’inspiration conservatrice en Europe et en Russie, in: Peuples, Etats et nations dans le Sud-Est de l’Europe. Ed. Anima, Bucarest 2004.
- Stella Ghervas: Le philhellénisme russe : union d’amour ou d’intérêt?, in: Regards sur le philhellénisme. Genève, Mission permanente de la Grèce auprès de l’ONU 2008.
- Stella Ghervas: Réinventer la tradition. Alexandre Stourdza et l'Europe de la Sainte-Alliance. Honoré Champion, Paris 2008, ISBN 978-2-7453-1669-1.
- Evangelos Konstantinou Hrsg.: Die europäische philhellenische Presse bis zur 1.Hälfte des 19. Jahrhunderts. Lang, Frankfurt am Main etc. 1994, ISBN 3-631-46436-3.
- Evangelos Konstantinou: Griechenlandbegeisterung und Philhellenismus, in: Europäische Geschichte Online, hrsg. vom  Institut für Europäische Geschichte (Mainz), 2012, Zugriff am 17. Dezember 2012.
- Harald Lönnecker: „In Hellas geht die Sonne der Freiheit auf!“ – Studentische Griechenland-Begeisterung seit 1820. In: Anne-Rose Meyer (Hrsg.): Vormärz und Philhellenismus. Bielefeld 2013, S. 39–72.
- Konstadinos Maras: Philhellenismus. Eine Frühform europäischer Integration, Würzburg 2012. ISBN 978-3-8260-4801-2.
- Suzanne L. Marchand: Down from Olympus. Archaeology and Philhellenism in Germany, 1750–1970. Princeton University Press 2003, ISBN 0-691-11478-1.
- Sandrine Maufroy: Le philhellénisme franco-allemand (1815–1848). Berlin, Paris 2011 (= thèse de doctorat Paris VIII 2008).
- Anne-Rose Meyer (Hg.): Vormärz und Philhellenismus (= Forum Vormärz Forschung, Jahrbuch 2012). Aisthesis: Bielefeld 2013, ISBN 978-3-89528-946-0.
- Melina Philippou: Der Philhellenismus in Deutschland. Philhellenische Bekundungen der Deutschen am Anfang des 19. Jahrhunderts bis zur Gründung des griechischen Staates. Magisterarbeit Freie Universität Berlin, Grin 2007, ISBN 3-638-93345-8, Auszüge online.
- William St. Clair: That Greece Might Still be Free. The Philhellenes in the War of Independence. London 1972.
- Christopher Montague Woodhouse: The Philhellenes. Fairleigh Dickinson University Press 1971, GoogleBooks.

### Philhellenismus in der Literatur
- Ellen Burditt McKey: Rewriting Arcadia. An analysis of German philhellenic literature. Univ. Diss., New Brunswick/NJ 1994.
- Thomas Elsmann: »Wilhelm Christian Müller als Propagandist nationaler Freiheit und Unabhängigkeit. Die Gesänge der Hellenen und Philhellenen 1820 - 1827«, in: Wilhelm Christian Müller. Beiträge zur Musik- und Kulturgeschichte Bremens um 1800, hrsg. v. Christian Kämpf, Bremen 2016, S. 168–181, ISBN 978-3-944552-88-0.
- Alexander Grammatikos: British Romantic Literature and the Emerging Modern Greek Nation. Palgrave Macmillan, Cham, Schweiz 2018.
- Constanze Güthenke: Placing Modern Greece. The Dynamics of Romantic Hellenism, 1770–1850. Oxford University Press, Oxford 2008.
- Friedgar Löbker: Antike Topoi in der deutschen Philhellenenliteratur. Untersuchungen zur Antikerezeption in der Zeit des griechischen Unabhängigkeitskrieges (1821–1829). Oldenbourg Verlag, München 2000 (= Diss. Münster 1998), Auszüge online.
- Lampros Mygdalis: Die Rezeption der Dichtung Friedrich Hölderlins in Griechenland. In: Suevica. Beiträge zur schwäbischen Literatur- und Geistesgeschichte 7 (1993). Stuttgart 1994 [1995], S. 115–132, ISBN 3-88099-311-4.
- Lampros Mygdalis: Die unbekannte Rede eines neunzehnjährigen Tübinger Studenten für die Griechen aus dem Jahre 1821. Zum zweihundertsten Geburtstag August Ludwig Reyschers, in: Suevica. Beiträge zur schwäbischen Literatur- und Geistesgeschichte 9 (2001/2002). Stuttgart 2004 [2005], S. 417–445. ISBN 3-88099-428-5.
- Lampros Mygdalis: Ο γερμανόφωνος φιλελληνισμός μέσα από την ποίηση = Der deutschsprachige Philhellenismus durch die Poesie. Verlag Kyromanos, Thessaloniki 2004:
  - Bd. 1: Schwäbische Dichter, 252 Seiten. – (Enthalten sind 33 Gedichte von 11 schwäbischen Dichtern.)
  - Bd. 2: Die Helden des Befreiungskampfes der Griechen (1821–1827). – 288 Seiten. – (Enthalten sind 45 Gedichte von 16 bekannten und 4 anonymen Dichtern.)
  - Bd. 3: Ποιήματα για τις μάχες των ελλήνων στον αγώνα για την ελευθερία τους 1770, 1821-1827 = Gedichte über die Schlachten der Griechen bei ihrem Freiheitskampf (1770, 1821–1827). – 340 Seiten. – (Enthalten sind 76 Gedichte von 26 bekannten und 3 anonymen Dichtern.)
- Alfred Noe (Hrsg.): Der Philhellenismus in der westeuropäischen Literatur (1780–1830), Amsterdam-Atlanta 1994, Auszüge online.